# Gammelbränntjärnen
Gammelbränntjärnen är en sjö i Storumans kommun i Lappland och ingår i Umeälvens huvudavrinningsområde.